# Flectobacillus
Flectobacillus ist eine Bakteriengattung der Familie Spirosomaceae. Die Typusart ist Flectobacillus major. Der Gattungsname leitet sich vom lateinischen Wort „flecto“ (krümmen) und dem lateinischen Wort „bacillus“ (Stab) und bezieht sich auf die Zellform. Die Arten kommen in Süßwasserseen und eutrophen Teichen vor.

## Erscheinungsbild
Die Zellen der Arten sind stäbchenförmig, mit verschiedener Stärke gekrümmt. So sind die Zellen von Flectobacillus lacus und F. rhizosphaerae gerade Stäbchen. Die Form ist bei anderen Arten oft wie ein Hufeisen oder wie der Buchstabe C. Es kann eine scheinbar ringförmige Zelle auftreten, die beiden Enden überlappen sich hierbei. In jungen Kolonien (24–48 Stunden) sind auch schraubenförmige Zellen zu beobachten. Wenn die Kulturen etwas älter sind, treten manchmal schraubige Fadenformen auf, die Länge kann einige 10 Mikrometer betragen. Ringe werden hierbei nur selten gebildet.

## Wachstum und Stoffwechsel
Es handelt sich um chemo-organotrophe Bakterien, sie sind streng aerob. Es findet ein Respirationsstoffwechsel, also eine Atmung, statt. Der Oxidase-Test ist positiv.

## Systematik
Die Gattung Flectobacillus zählt zu der Ordnung Cytophagales. Einige Arten wurden umgestellt, so wird die im Meerwasser vorkommende Art Flectobacillus marinus nicht mehr geführt, sie wurde zu Cyclobacterium marinum gestellt. Die Gattung besteht aus folgenden Arten:
- Flectobacillus lacus Hwang and Cho 2006
- Flectobacillus major (Gromov 1963) Larkin et al. 1977
- Flectobacillus rhizosphaerae Ramaprasad et al. 2015
- Flectobacillus roseus Sheu et al. 2009